# Sera Kutlubey
Sera Kutlubey (* 24. Oktober 1997 in Ankara) ist eine türkische Schauspielerin.

## Leben und Karriere
Kutlubey studierte an der Haliç Üniversitesi. Ihr Debüt gab sie 2016 in der Fernsehserie Kehribar. Danach trat sie in der Serie Babam ve Ailesi auf. Anschließend bekam sie eine Rolle als Nebendarstellerin in der Serie İsimsizler. Ihren Durchbruch hatte Kutlubey in der Fernsehserie Zalim İstanbul als Cemre Yılmaz. Seit 2022 spielt sie in der Fernsehserie Iyilik.

## Filmografie
Fernsehserien
- 2016: Kehribar
- 2016: Babam ve Ailesi
- 2017: İsimsizler
- 2019–2020: Zalim İstanbul
- 2021: Hercai
- 2022–2023: İyilik
- 2023: Adim Farah

## Auszeichnungen
Nominiert
- 2019: Altın Kelebek in der Kategorie „Bestes Serienduo“ (mit Ozan Dolunay)[3]

Gewonnen
- 2020: Altın Zirve ve Kariyer Ödülleri in der Kategorie „Beste Schauspielerin des Jahres“[4]